# Göran Larsson
Göran Larsson (Uppsala, 24 maggio 1932 – Haninge, 27 febbraio 1989) è stato un nuotatore svedese.
Specializzato nello stile libero ha vinto la medaglia di bronzo nei 100 m sl alle Olimpiadi di Helsinki 1952.
È stato primatista mondiale della staffetta 4 × 100 m mista.

## Palmarès
- Olimpiadi

Helsinki 1952: bronzo nei 100 m sl.
- Europei di nuoto

1950 - Vienna: oro nei 100 m dorso e nella staffetta 4 × 200 m sl, argento nei 100 m sl.